# Gregg Landaker
Gregg Landaker (1951) é um sonoplasta estadunidense. Venceu o Oscar de melhor mixagem de som em três ocasiões: por Star Wars: The Empire Strikes Back, Raiders of the Lost Ark e Speed.